# Lukostřelecký paradox

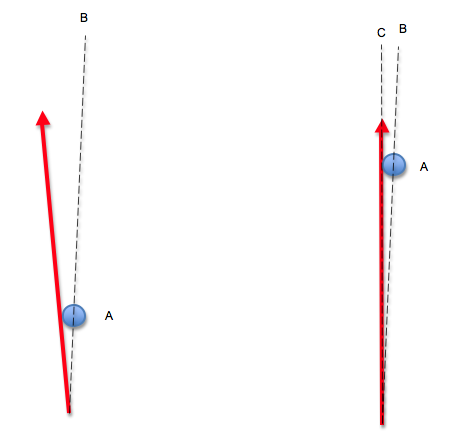
Směr šípu při založení šípu do luku a při natažení luku. A = řez lučištěm, B = směr síly vyvíjený lukem, C = směr osy šípu

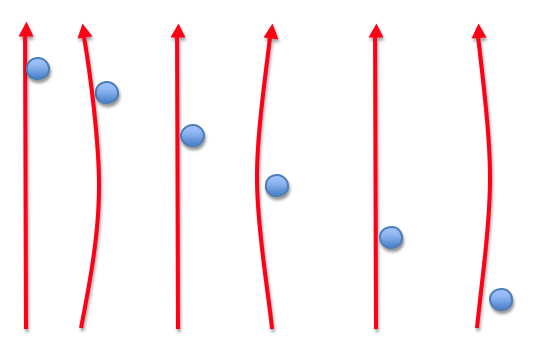
Kmity šípu při výstřelu

Lukostřelecký paradox je překvapivý jev projevující se tak, že šíp vystřelený z luku se nepohybuje ve směru, kterým mířil v okamžiku puštění tětivy. K tomuto jevu dochází u luků, u kterých je směr síly vyvíjené tětivou odlišný od osy šípu připraveného ke střelbě.
Popsanou situaci ukazuje obrázek na klasickém luku, na kterém je tětiva napnuta proti podélné ose lučiště. Označení na obrázku: A - příčný řez lučiště, B - směr působení síly vyvíjené tětivou. Vektor síly vyvíjené tětivou míří do středu lučiště. Šíp u klasického luku nemůže procházet osou lučiště, ale dotýká se jeho povrchu. Tak dojde k tomu, že je podélná osa šípu (C) se směrem působení vyvíjené tětivou při výstřelu různoběžná. Oba směry těsně před výstřelem ukazuje obrázek napravo. Tyto různoběžky se protínají v místě, kde je konec šípu založen na tětivě luku. Paradoxem je označována právě ta skutečnost, že šíp se po výstřelu nepohybuje ve směru zamíření své osy.

## Průběh výstřelu z luku
Důležitou roli při výstřelu hraje pružnost těla šípu. Tětiva působí na šíp silou na konci šípu. Směr působení této síly není shodný s podélnou osou šípu. Protože šíp není dokonale tuhé těleso, má svou pružnost. Kromě toho má šíp i svou setrvačnost. Efekt podporuje i skutečnost, že významná část hmotnosti šípu je soustředěna v hrotu šípu.
Uvedené faktory vedou k tomu, že síla tětivy způsobí na počátku výstřelu prohnutí šípu. V důsledku pružnosti se prohnutí šípu vrací zpět a šíp začne kmitat. Tyto kmity se postupně utlumují.
Kmity šípu složené s dopředným pohybem šípu způsobí hadovitý pohyb šípu. Tento pohyb umožní šípu to, že šíp je při svém letu schopen částečně obejít lučiště a skutečný směr pohybu může být blíže směru síly výstřelu, než je původní směr osy šípu.
Na stabilizaci letu šípu působí i jeho opeření. Výsledný směr pohybu šípu je závislý na složení všech uvedených sil. Pro dosažení dobrých výsledků je nutné používat šípy s maximálně shodnými vlastnostmi, mezi které patří mimo jiné i pružnost dříku šípu.

## Riziko zlomení šípu
Důsledkem výše popsaného mechanismu vzniku kmitů při výstřelu je riziko, že se dřík šípu při výstřelu může zlomit. Při kombinaci příliš silného luku a málo tuhého šípu mohou vzniklé síly překonat mez pevnosti materiálu dříku šípu, který se při výstřelu zlomí. Zadní část zlomeného šípu je stále urychlována tětivou a může poranit, nebo i prostřelit ruku, ve které lukostřelec drží lučiště.